# Три часа ночи
«Три часа ночи» — третий (формально пятый) альбом российской рок-группы «Кафе». Выпущен в 2010 году звукозаписывающей компанией «Квадро-диск». Первый полноценный альбом легендарных питерских рокеров за 11 лет. Содержит дуэты с Сергеем Чиграковым, Михаилом Боярским и Мариной Капуро. В записи принимали участие музыканты ведущих рок-групп Санкт-Петербурга, в том числе игравшие в «Аквариуме», «Зоопарке», «Разных людях», «Сплине», «Зимовьи Зверей» и многих других.

## Список композиций
1. Комплект свободы — 3:57
2. Три часа ночи — 3:55
3. Весна не в тему — 3:38
4. Черно-белый блюз — 3:13
5. Existence — 3:32
6. Дорога в никуда — 4:03
7. Подпольщик — 3:55
8. Люблю только тебя — 3:50
9. На улице Строителей — 4:42
10. День расставания — 3:53
11. Джинсовое платье — 3:01
12. Сколько хочешь — 2:51
13. Это был последний раз — 3:53
14. Белая ночь после серого дня — 3:45
15. Кафе на Садовой — 3:31
16. Медленный поезд, третий путь — 2:24
17. Пожелай мне разлуки — 4:41
18. Гляди веселей — 3:41
19. Сладкое слово Свобода (бонус) — 5:36
20. Товарищ сержант (бонус) — 3:37

Общее время звучания: 01:14:45

## Музыканты
Кафе
- Алексей Смирнов — вокал, гитара, клавишные, лэп-стил-гитара, мандолина, балалайка, укулеле, бас-гитара, ударные, перкуссия
- Сергей Стародубцев — мандолина, добро, подпевки
- Сергей Никифоров — бас-гитара, подпевки

приглашенные музыканты
- Михаил Боярский — вокал (20)
- Марина Капуро — вокал (13)
- Сергей Чиграков — вокал (19)
- Лена Тэ («Сонце-Хмари») — виолончель, вокал
- Ян Николенко («Сплин», «СЕtИ», «БИ-2») — флейта
- Егор Мажуга («Зимовье Зверей») — флейта
- Наиль Кадыров («Зоопарк», «Разные люди») — бас-гитара
- Дмитрий Бациев (бывший участник «Кафе», «Сонце-Хмари») — бас-гитара
- Дмитрий Ришко («Dominia», «Король и Шут») — скрипка
- Татьяна Киосова — скрипка
- Юрий Николаев («Аквариум», «Разные люди») — барабаны (17)
- Арсен Израилов (бывший участник «Кафе») — барабаны (19)
- Игорь Лёвкин (Фёдор Чистяков/«Чистяков-Бэнд», Юрий Ильченко/«Финский Залив») — барабаны

Автор музыки и текстов: Алексей Смирнов, кроме 3, 14 — Алексей Смирнов, Наиль Кадыров.

## Рецензии
Альбом продолжает линию «Музыки Крыш» и «+12» — тот же настрой, тот же звук, та же атмосфера. Как будто и не было на дворе «нулевых», а мы сразу же перескочили из 1999-го в 2011-й. Нельзя назвать альбом каким-то прорывом, но при этом он ни капли не понизил планку: аранжировки всё так же безупречны, безудержная энергия так же бьёт через край, органично сплетаясь с проникновенной лирикой, голос солиста всё так же в отличной форме… Вот только в некоторых текстах стало меньше бесшабашности, юношеская наивность сменилась мудрой усталостью взрослого мужчины. Но периодически музыканты «встряхиваются», и за печальными размышлениями вновь следует хулиганский драйвовый рок-н-ролл.

«Три часа ночи» более полистиличен, чем два предыдущих альбома, но, по большому счёту, и по звуку и по настрою это всё тот же «шестидесятнический» саунд, вызывающий ассоциации с лучшими образцами «британского вторжения». Хоть солист и автор практически всех песен группы Алексей Смирнов и не приветствует подобные параллели, но альбом хочется сравнить с «Секретом» и «Грассмейстером», а также с «Браво» и «Воскресеньем»Старый Блюзмен, MuseCube
.